# Новороссийка (Кемеровская область)
Новоросси́йка — деревня в Беловском районе Кемеровской области. Входит в состав Моховского сельского поселения.

## География
Центральная часть населённого пункта расположена на высоте 212 м над уровнем моря.

## Население
| 2010 |
| ---- |
| 258  |

### Национальный состав
По данным Всероссийской переписи населения 2010 года, в деревне Новороссийка проживало 258 человек (123 мужчины, 135 женщин).